# العصر الجديد

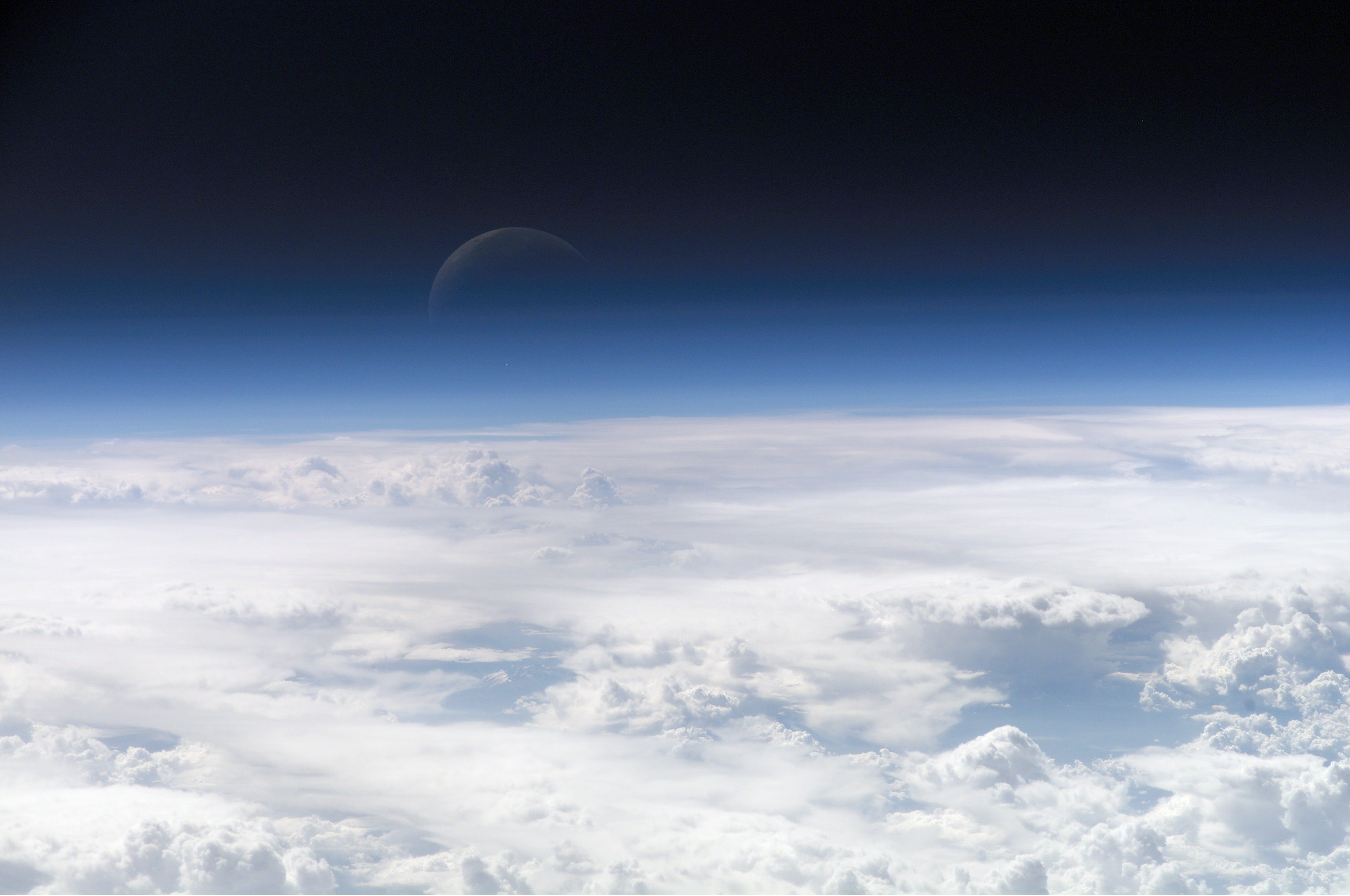
تشير روحانية العصر الجديد في كثير من الأحيان إلى تمثيلات أسطورية لل، القمر والفضاء الخارجي؛ يشير مصطلح العصر الجديد إلى عصر الدلو القادم.

حركة العصر الجديد أو جماعة العهد الجديد هي حركة روحانية شبه دينية غربية نشأت في النصف الثاني من القرن العشرين. تتناول تعاليم الحركة الرئيسية تناول العادات الميتافيزيقية والروحانية الشرقية والغربية وجمعها مع مؤثرات من المساعدة الذاتية وعناصر من علم النفس، الطب البديل، باراسيكولوجيا، بحوث الوعي الداخلي والفيزياء الكمية في سبيل خلق «روحانية بدون حدود أو عقائد» شاملة وتعددية. سمة أخرى من سمات الحركة الأساسية، تكوين «نظرة عالمية شاملة»، مما يؤكد على ترابط العقل والجسد والروح وأن هناك واحدية ووحدة بين أجزاء الكون. فتحاول الحركة بشكل عام وشامل إلى خلق «نظرة عالمية تضم العلم والروحانية»، وفي سبيل ذلك يدعو العصريون الجديدون إلى تقبل بعضاً من العلوم والعلوم الزائفة.
تبعاً للمؤلف نيفيل دوري، يمكن أن نجد أصول الحركة في القرن الثامن عشر والتاسع عشر، لاسيما في أعمال إمانول سفيدنبوري، فرانز ميزمير، هيلينا بلافاتسكي وجورج غوردجييف، الذين وضعوا بعض المبادئ الفلسفية الأساسية أدت بعد ذلك إلى التأثير بالحركة. طُورت الحركة أكثر في الستينات من القرن العشرين، مستمدة أفكارها من ما وراء الطبيعة، علم النفس المساعد للذات، والمعلمون الهنود المختلفون الذين زاروا الغرب خلال ذلك العقد.
وتضم حركة العصر الجديد أيضاً عناصر من الديانات والحركات الدينية القديمة المختلفة من الإلحاد وحتى الديانات التوحيدية من خلال وحدة الوجود الكلاسيكية ووحدة الوجود مع الطبيعة ووحدة الشهود حتى تعدد الآلهة مدمجة مع العلوم وفلسفة غايا؛ بشكل رئيسي: علم الفلك القديم، علم الفلك المعاصر، علم البيئة، حماية البيئة، فرضية غايا، علم النفس والفيزياء. تستمد فلسفة العصر الجديد أحياناً وحيها من الديانات العالمية الكبرى: البوذية، الطاوية، الديانات الصينية، المسيحية، الهندوسية، الإسلام، اليهودية؛ مع تأثير قوي من قبل الديانات الشرق آسيوية، الغنوصية، الوثنية الجديدة، الثيوصوفية، الكونية الروحيات الغربية. المعنى الحقيقي للمصطلح عصر جديد هو العصر النجمي القادم عصر الدلو.

## التاريخ

### منشأ الحركة
يبين الكاتب نيفيل دروري أن هناك أربعة من وضعوا أسس الحركة. أولهم إمانول سفيدنبوري (1688-1772)، عالم سويدي كرس نفسه للغموضية المسيحية بعد تجربة دينية، حيث آمن بأنه من الممكن الذهاب إلى الجنة الجحيم والتحدث مع الملائكة والشياطين والأشباح، حيث قام بنشر موضوع ابحاثه بشكل واسع. الشخص الثاني كان فرانز ميزمير (1734-1815)، الذي قام بتطوير نوع من طرق الشفاء باستخدام مغناطيسات، معتقداً بأن هناك قوة تدعى «مغناطيسية الحيوان» تؤثر على البشر. ثالث شخصية كانت هيلينا بلافاتسكي (1831-1891)، واحدة من مؤسسي المجتمع الثيوصوفي، الذي من خلاله نشرت حركتها الدينية الثيوصوفية، التي كانت تجمع عناصر من ديانات شرقية مثل الهندوسية البوذية مع عناصر غربية. رابع شخصية كانت جورج غوردجييف (1872-1949)، مؤلف فلسفة الطريق الرابع، الذي من خلاله نقل عدداً من التعاليم الروحية لتلاميذه. كما عد دروري شخصية خامسة لها أثر كبير على حركة العصر الجديد هي الهندي سوامي فيفكاناندا (1863-1902)، مناصر لفسلفة فيدانتا وأول من قدم الهندوسية للغرب أواخر القرن التاسع عشر.
استخدم المصطلح العصر الجديد لأول مرة في 1809 من قبل ويليام بليك الذي وصف حقبة تطور روحاني وفني قادمة في مقدمة قصيدته Milton a Poem عندما كتب "... when the New Age is at leisure to pronounce, all will be set right..." ومعناه بالعربية: «... عندما يملأ العصر الجديد الفراغ، كل شيء سيوضع في مساره الصحيح...»
ظهرت بعض العناصر المكونة للعصر الجديد في حركات القرن التاسع عشر الميتافيزيقية: الروحانية، الثيوصوفية، والفكر الجديد، وظهرت أيضاً في الحركات الطبية البديلة المعالجة اليدوية والعلاج الطبيعي[ ؟ ]. يوجد لهذه الحركات جذور في الفلسفة المتعالية، مغناطيسية الحيوان، الكنيسة الجديدة، وتقاليد غربية أخرى متنوعة متعلقة بالروحيات والتنجيميات، مثل فنون التنجيم الهرمسية، السحر[ ؟ ]، الكيمياء القبالاة. استخدم المصطلح عصر جديد في سبيل هذا السياق في كتاب هيلينا بلافاتسكي العقيدة السرية، عندما أُصدر في 1888.
في 1894، أُصدرت صحيفة مسيحية ليبرالية اشتراكية أسبوعية بعنوان العصر الجديد، حيث بيعت الصحيفة لمجموعة من الكتاب الاشتراكيين برئاسة ألفريد ريتشارد أوراج وهولبروك جاكسون في 1907. ضمت قائمة المساهمين هربرت جورج ويلز، جورج برنارد شو وويليام بتلر ييتس؛ أصبحت الجريدة منبراً للسياسة، الأدب الفنون. بين 1908 و1914، ساعدت الجريدة في تمهيد الطريق لتحويل الطليعية البريطانية من فورتية إلى تصويرية. التقى أوراج مع بيتر ديميانوفيتش أووسبينسكي في 1914، أحد أتباع غوردجييف، كما بدأ بالتواصل مع هاري هوديني؛ حيث أصبح أقل اهتماماً بالفن والأدب وأكثر اهتماماً بالغموضية ومواضيع روحانية أخرى. وفقاً لجامعة براون، ساعدت العصر الجديد على تحديث الأدب والفنون في الفترة الواقعة بين 1907 و1922.

### تطور الحركة

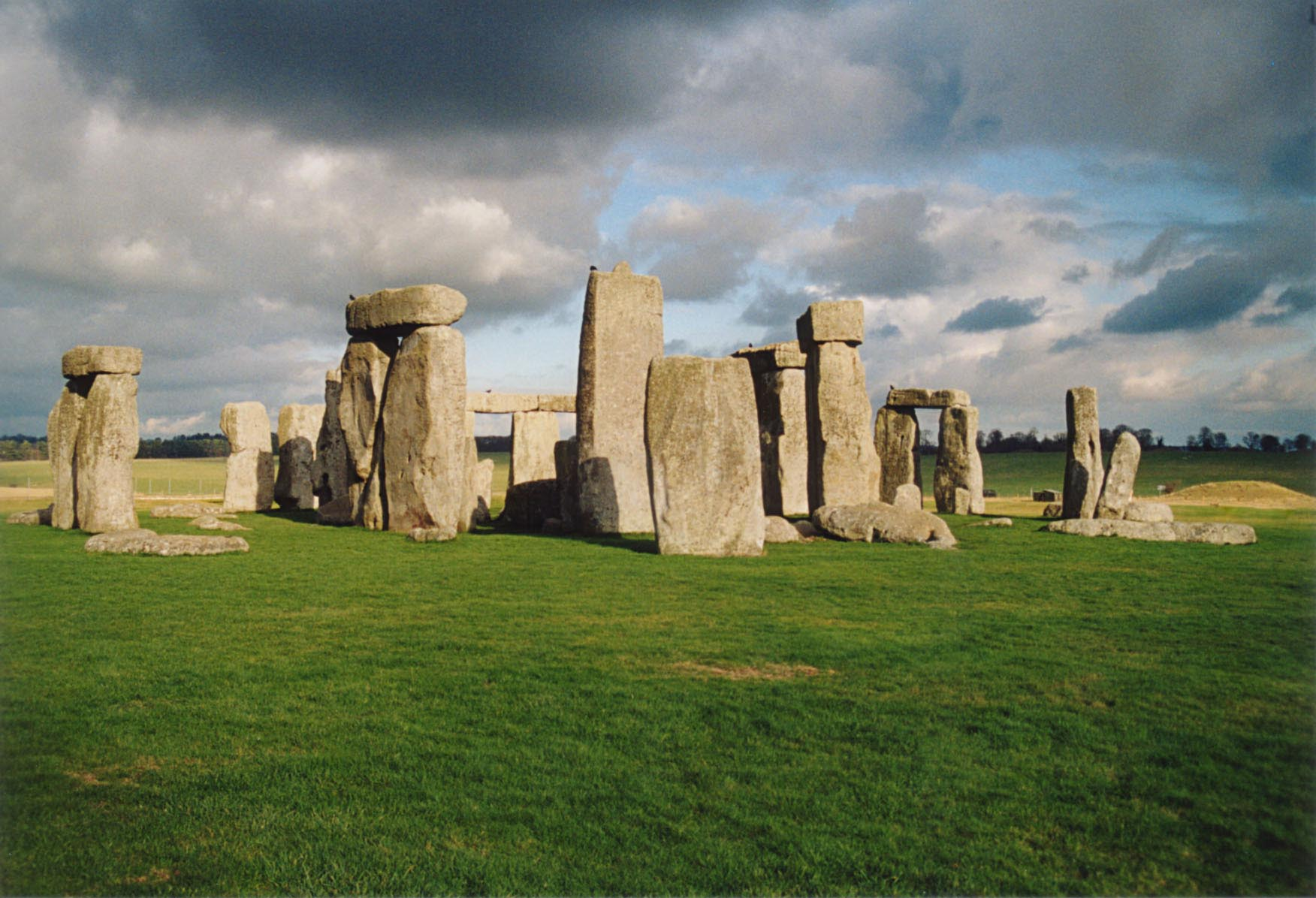
يبجل أتباع حركة العصر الجديد موقع ستونهنج والعديد من المواقع الأثرية الأخرى.

يوجد لدى شعبية هذه الأفكار جذور في أعمال كتاب القرن العشرين الأوائل مثل ديفيد هربرت لورانس وويليام بتلر ييتس. من أول إلى منتصف عقد 1990، كان لإدجار كيسي، الغموضي الأمريكي وعالم الدين ومؤسس جمعية البحوث والتنوير، تأثير على ما دعي بعد ذلك بحركة العصر الجديد، حيث كان معروفاً بادعائه أنه وسيط روحي. كان عالم النفس كارل يونغ من أوائل الدعاة غلى مفهوم عصر الدلو. في رسالة إلى صديقه بيتر باينس، يعود تاريخها إلى 12 أغسطس 1940، كتب يونغ: «...هذا العام يذكرني بالزلزال الهائل الذي وقع سنة 26 ق.م الذي هدم معبد الكرنك. كان مقدمة لتدمير كل المعابد، لأن حقبة جديدة قد بدأت. 1940 هي السنة التي نقترب فيها من من خط طول أول نجم في الدلو. إنه أول زلزال في العصر الجديد...». كان للثيوصوفي السابق رودولف شتاينر وحركته الأنثروبوسفية تأثير كبير. نشرت صاحبة المذهب الثيوصوفي الجديد أليس بايلي كتاب الحوارية في العصر الجديد Discipleship in the New Age (1994، حيث استخدمت مصطلح عصر جديد في إشارة إلى التحول من عصر الحوت إلى الدلو. في حين إشارة إلى عنصرية في كتابات بايلي وشتاينر، كانت بايلي معارضة قوية لقوات دول المحور؛ حيث كانت تؤمن بكون أدولف هتلر ممسوس من قبل القوى الشريرة، وأكد شتاينر على دور المساواة العرقية الرئيسي في تطور الإنسانية. لم تبق أي من هذه العناصر العرقية جزء من المؤثرات على المجتمع الأنثروبوسفي، حيث لم يتبن مناصري المجتمع المعاصرين هذه المعتقدات أو رفضوها. استخدم والتر راسل - الغموضي والفنان والفيلسوف الأميركي - أيضاً المصطلح بشكل مبكر عندما قال: «...فلسفة العصر الجديد هذه تتناول الاستيقاظ الروحي عند الإنسان... هدف الرجل في العصر الجديد هذا هو تحصيل المزيد والمزيد من المعرفة...» في مقالته «السلطة من خلال المعرفة Power Through Knowledge»، التي أصدرت في 1944 أيضاً.

### الاستخدام المعاصر للمصطلح

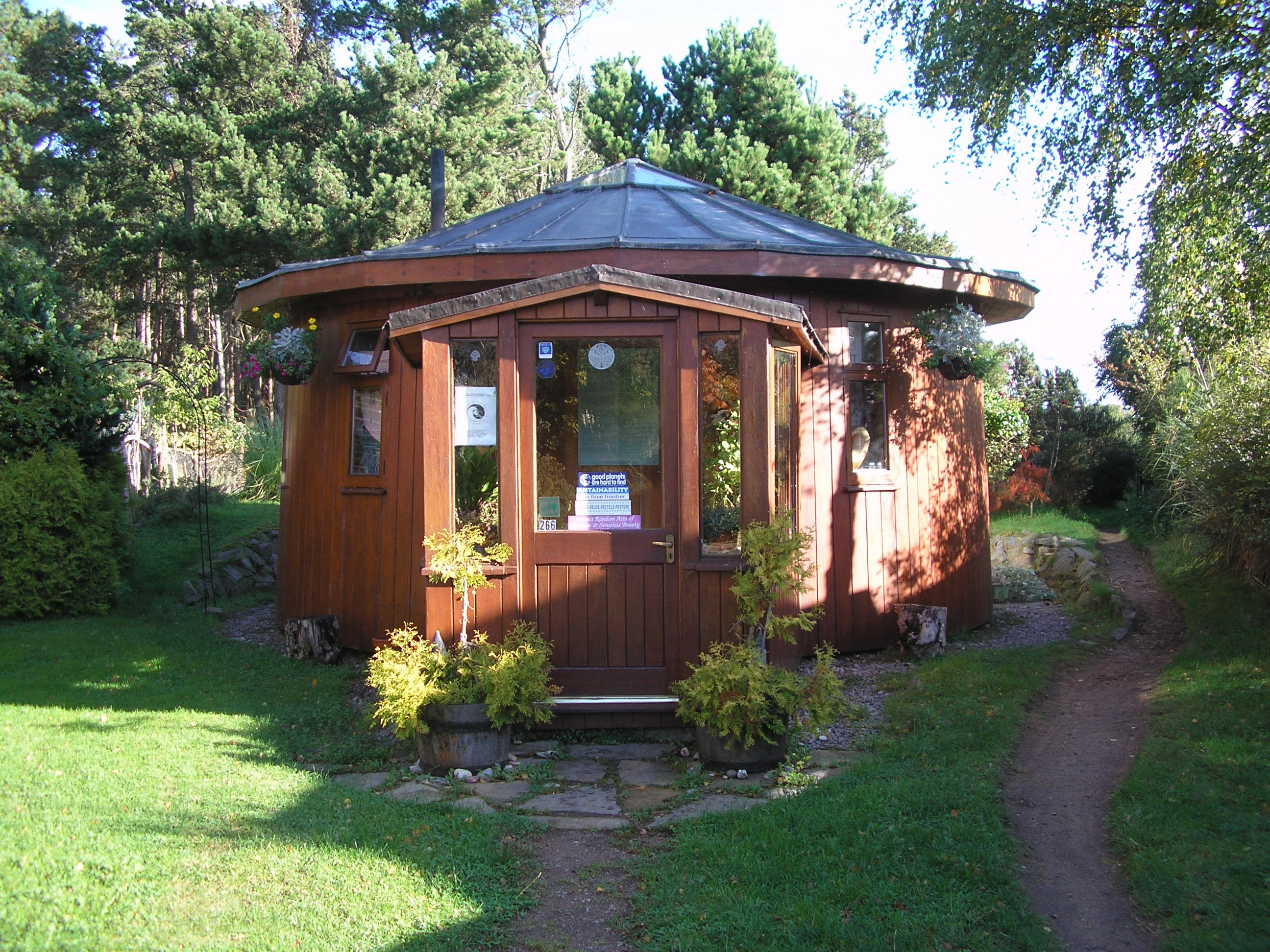
هذا البيت هو أول مسكن تم إنشاؤه في قرية فيندهورن البيئية.

وُجدت الثقافة الفرعية التي عرفت لاحقاً باسم العصر الجديد في السبعينيات من القرن العشرين، على أساس ثقافة ستينيات القرن العشرين المضادة. حيث وُجدت الاثنتان في 1962، في معهد إيسالين في بيغ سور، كاليفورنيا وفي منشأة فيندهورن - مجتمع يعتمد على العمل الجماعي للأسر، لايزال يشغِّل قرية فيندهورن البيئية قرب فيندهورن، موراي، اسكتلندا - التي لعبت دوراً أساسياً خلال فترة النمو المبكرة لحركة العصر الجديد.
بدأ انتشار استعمال المصطلح في منتصف السبعينيات من القرن العشرين (نتيجة لعنوان جردية العصر الجديد الشهرية)، وربما هذا ما ألهم عدة آلاف من الكتب الميتافيزيقية الصغيرة، والمكتبات الخاصة التي تعرف نفسها باسم «مكتبات العصر الجديد». كنتيجة للنشاطات العالية المستوى المتعلقة بالتقارب المتناسق في 1987، أعطت وسائل الإعلام الأمريكية المصطلح شعبية كبيرة بتعريفه كاسم للثقافة الفرعية الروحانية البديلة المتضمنة ممارسات: التأمل، مخاطبة الأرواح، الشفاء الكريستالي، الإسقاط النجمي، كلية الصحة، العيش البسيط والفلسفة البيئية؛ أو الإيمان بالظواهر مثل ألغاز الأرض، رواد الفضاء القدماء، حياة خارج الأرض، الأطباق الطائرة، دوائر المحاصيل التناسخ. ظهرت عدة مطبوعات جديدة خاصة بالعصر الجديد بحلول نهاية عقد 1980.
ظهرت عدة حوادث في الفترة الأخيرة زادت من اهتمام العالم بالعصر الجديد: إنتاج المسرحية الموسيقية شعر: حب القبلية الأمريكية للروك Hair: The American Tribal Love-Rock Musical 1976 مع اغنيتها الافتتاحية «دلو Aquarius» والجملة التي لا تنسى في المسرحية «وقتنا هذا هو وقت ظهور عصر الدلو This is the dawning of the Age of Aquarius»؛ إصدار شيرلي ماكلين كتابها على رجل واحدة Out on a Limb (1983، الذي استوحي منه مسلسل تلفزيوني قصير بنفس الاسم (1987)؛ ظهور الوسيط الروحي نيل دونالد وولش وغيره ساعدت في نمو الحركة. تضمنت أيضاً الكتابات المتعلقة بالعصر الجديد أعمال ايكارت تولي، واين داير، غاري زوكاف، ماريان ويليامسون...

## روحانية
| المبدأ                   | الوصف |
| ------------------------ | --- |
| إلوهية                   | أفكار عامة وصارفة للانتباه عن الله، لله مفهومات عديدة ويُرى على انه يحل محل حاجة جعل الإله إنسان. |
| كائنات روحية             | الكثير يؤمن أن الآلهة، الديفات، الملائكة، المعلمون المترفعون، العنصريون، الأشباح، الجن، الدليليون الروحيون والكائنات الفضائية يمكن أن يقودوا شخصاً روحياً، إذا انفتح الشخص على ذلك المرشد. |
| ما بعد الحياة            | يصر الوعي على وجود حياة بعد الموت بأشكال مختلفة؛ كوجود الحياة الثانية لتحصيل المزيد من العلم بشكل روح، تناسخ أو تجربة الاقتراب من الموت. يختلف اعتقاد العصر الجديد بالتناسخ عن الاعتقاد البوذي أو الهندوسي بها، حيث يؤمن العصريون الجديدون بإمكانية ولادة الروح مرة أخرى في عالم روحاني أو حتى على كوكب بعيد، مع عدم وجود رغبة لانتهاء العملية. قد يعتقد بعض أتباع العصر الجديد بالجحيم اعتقاداً مختلفاً عن الاعتقاد المسيحي أو الإسلامي بالخلود في الجحيم. يوجد للكونيين آراء شاسعة حول هذا الموضوع. |
| عصر الدلو                | يؤمن بعض المنجمين أن هذه الفترة هي بداية عصر الدلو المرتبطة بالتغيرات العديدة في العالم، لكن البعض الآخر يعتقد بأن بدايات عقد 1960 هي بداية عصر الدلو، لكن هذا الاعتقاد غير مقبول فيه على شكل واسع. يوجد هناك مطالب عامة مرتبطة بعصر الدلو، لكن هذه المطالب غير مقتصرة على حقوق الإنسان، الديمقراطية، التكنولوجيا، الكهرباء، الحواسيب والطيران. هناك ادعاءات أن عصر الدلو سيشهد زيادة في الوعي. |
| علم التنجيم              | تستخدم دائرة البروج ومخططات الأبراج في فهم، تفسير وتنظيم المعلومات عن الحياة الشخصية والعلاقات الاجتماعية والمسائل الإنسانية الأخرى. |
| غائية                    | للحياة هدف؛ هذا يعني الإيمان بأن الصدف لها سبب روحي ودروس تعطيها لمن يرضى تقبلها. كل شيء متصل كونياً مع الله، ولنا نفس طاقته الروحية. هناك هدف كوني من الحياة، ومصير الخلائق المشترك هو تحقيق ذلك الهدف. |
| الأطفال النيليين         | يولد الأطفال الجدد مع طاقة روحية متطورة أكثر من تلك التي كانت عند الأجيال قبلهم. |
| العلاقات الشخصية         | هناك فرص للتعلم عن ذات الإنسان، وقدر العلاقات هو أن تتكرر حتى تصبح صحية وصحيحة. المؤمنون بالعصر الجديد يقبلون المساواة الكاملة للرجل مع المرأة في جميع جوانب المجتمع، بما يضم ذلك الديانة والتقبل الكامل لتوجه المرء الجنسي، سواء كان المغايرة، مثلية جنسية (سحاق أو مثلية الرجال)، ازدواجية الميول الجنسية، تجول جنسي أو خنوثة من أجل التطور الروحي. يمارس بعض العصريون الجديدون جنس التانترا كجزء من التانترا.                                                                                    |
| حدس                      | جزءاً مهماً من الإدراك، تعدمه ال عقلانية[ ؟ ] إلى حد ما، كما وُجد في كتابات كارل يونغ. |
| تفاؤل                    | يحقق التفكير الإيجابي المصحوب بالتأكيدات النجاح في أي مجال؛ هذه الفكرة مبنية على مبدأ الفكر يخلق. فعندما يبدأ الشخص بتركيز انتباهه ووعيه على الإيجابيات، يبدأ الواقع بالتحول وتجسيد النوايا الإيجابية. تؤتي مجموعة من الناس ذات الوعي الروحي المرتفع تغيراً مفاجئاً في نسبة السكان. لدى الناس مسؤولية في أخذ دورهم في النشاط الإبداعي والبدء في شفاء أنفسنا وشفاء الآخرين وشفاء العالم. |
| الحركة الإنسانية الكامنة | لعقل الغنسان إمكانية أكبر بكثير من تلك المعروفة حالياً، وهو قادر على تجاوز الواقع المادي. |
| الشفاء الروحي            | للبشر قدرات شفائية، والتي يمكن تطويرها لشفاء الآخرين عن بعد أو عن تماس. |

| المبدأ                | الوصف |
| --------------------- | --- |
| تركيبية               | تتجسد روحانية العصر الجديد بممارسة الشخص للمارسات الروحية والفلسفات، ورفض المذهب الدوغماتية. |
| النظام الأمومي        | أنثوية الأشكال الروحية، بما يضم ذلك صورة مؤنثة للإله، مثل الأيون الأنثوي صوفيا في الغنوصية، وتُستنكر هذه الاعتقادات في الديانات التي تأخذ أشكال ذكورية للخالق. |
| حضارات قديمة          | أطلانطس، ليموريا، ميو وأماكن أخرى ضائعة كانت موجودة لكنها اختفت. تُركت آثار مقدسة مثل الجمجمة الكريستالية ومعالم أثرية مثل ستونهنج والهرم الأكبر وراء صناعها وبنائيها. |
| الإدراك النفسي        | بعض الأماكن الجغرافية تصدر طاقة نفسية، وتعتبر مقدسة في الديانات الوثنية. |
| ممارسات العالم الشرقي | المراقبة، اليوجا، التانترا، الطب الصيني، أيورفيدا، الفنون القتالية، تاي تشي تشوان، فالون غونغ، كي جونغ، الانعكاسولوجيا، ريكي، وغيرها من الممارسات الشرقية التي تساعد في التركيز على الروحانية. |
| حمية غذائية           | يؤثر الطعام في العقل والجسد؛ يفضل أن يمارس المرء النباتية بتناوله للأطعمة العضوية الطازجة، المزروعة محلياً وفي موسمها؛ كما يمارس بعضهم الصوم. |
| رياضيات               | ينجذب أصحاب العصر الجديد إلى لغة الطبيعة والرياضيات، كما يُرى في علم الأعداد، القبالاة، الهندسة المقدسة الغنوصية، لتحقيق هدف تبيين طبيعة الله. |
| علوم                  | استخدمت ميكانيكا الكم، الباراسيكولوجيا وفرضية غايا في غموضية الكم لتفسير المبادئ الروحانية. وصل الكتاب ديباك شوبرا، فريتجوف كابرا، فريد آلان وولف وغاري زوكاف بين ميكانيكا الكم وروحانية العصر الجديد، كما هو معروض في فيلم ما الحقيقة التي نعرفها حقا!؟ (2004)؛ كما ربطوا مع قانون الجذب الفكري، المرتبط بالفكر الجديد كما هو معروض في فيلم السر (2006). فسر أصحاب الحركة مبدأ الريبة، التشابك الكمومي، انهيار وظيفة الموجة أو تفسير العوالم المتعددة بهدف إثبات أن كل الأشياء والأشخاص في الكون جزء من شيء واحد، إثبات أنه لا نهاية للاحتمالات والوجود، وأن عالم الشخص فيزيائياً هو فقط ما يصدق الشخص أنه كذلك. في الطب، تضم الممارسات العصرية الجديدة اللمس العلاجي، المعالجة اليدوية والعلاج الطبيعي المتضمن الفرضيات والعلاجات التي لم يقبل بها من قبل المجتمع الطبي التقليدي المبني على العلم والاختبارات العملية. |

## العصريون الجديدون

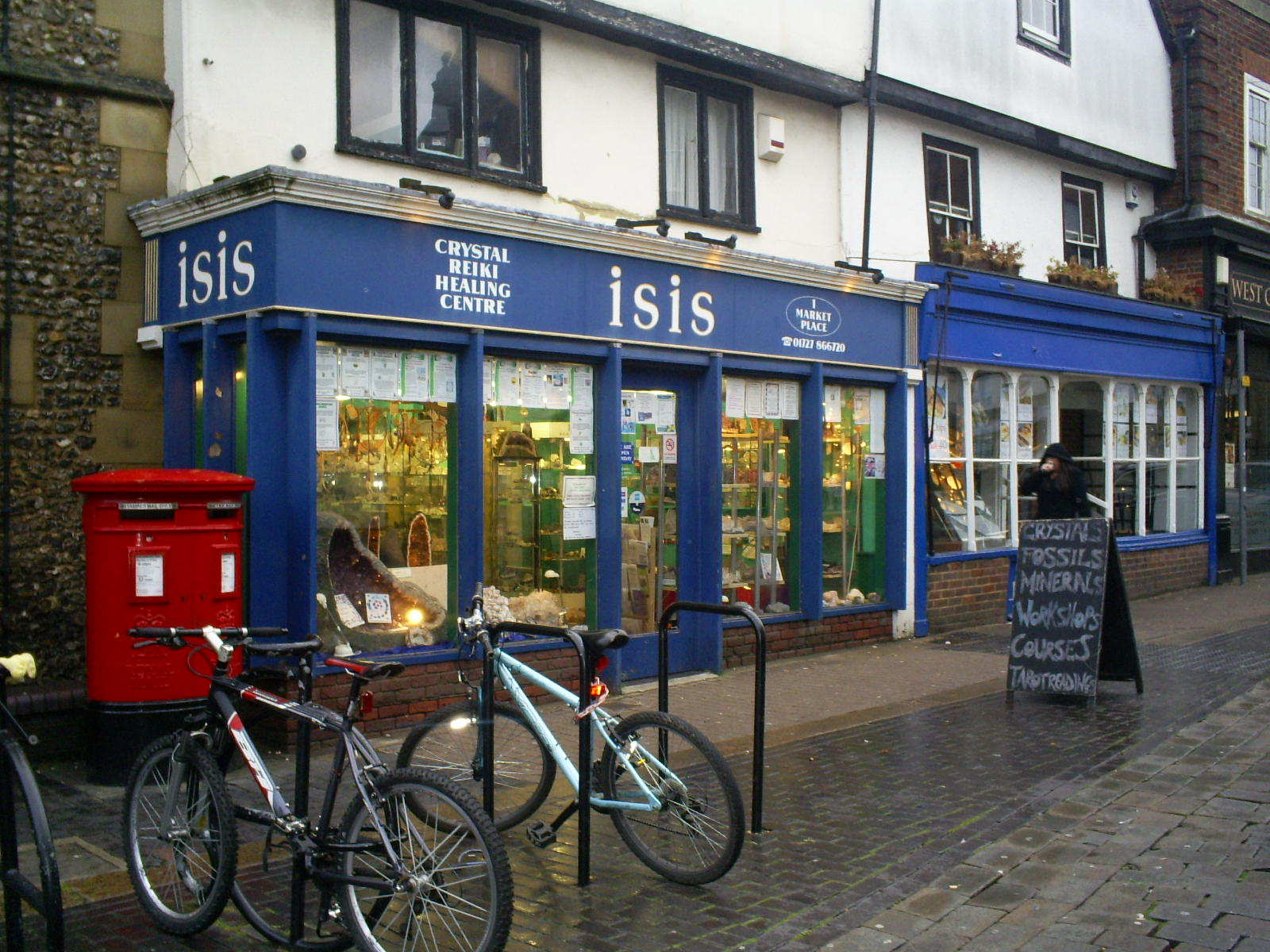
متجر عصر جديد في سانت ألبانس، المملكة المتحدة.

أدت روحانية العصر الجديد إلى مجموعة واسعة من المؤلفات والأسواق المخصصة للعصر الجديد؛ كتب، موسيقا، تحف يدوية وخدمات في مجال الطب البديل متوفرة في متاجر، معرض ومهرجانات العصر الجديد.

### التركيبة السكانية
الناس الذين يمارسون روحانية العصر الجديد أو الذين يعتنقون نمط حياة العصر الجديد جزء من السوق الجزئي السكانية نمط حياة الصحة والاستدامة، الذي في مرحلة نمو حالياً، والمرتبط بالعيش المستديم والمبادرات البيئية الخضراء، والمؤلف من نسبة كبيرة من الأثرياء والمتعلمين. قدرت قيمة سوق نمط حياة الصحة والاستدامة بـ 300 مليار دولار أمريكي، تقريباً 30% من سوق المستهلك الأمريكي. تبعاً لنيو يورك تايمز، أقام معهد التسويق الطبيعي دراسة أظهرت أن في عام 2000، كان هناك 68 مليون أمريكي في تركيبة نمط حياة الصحة والاستدامة السكانية. صرح عالم الاجتماع بول راي - الذي استخدم مصطلح تصميمات ثقافية في كتابه التصميمات الثقافية: كيف يغير 50 مليون شخص العالم (بالإنجليزية: The Cultural Creatives: How 50 Million People Are Changing the World) (2000) - «ما ترونه هو طلب على منتجات ذات جودة مساوية إضافة إلى أنها أفضل».

### مجتمع

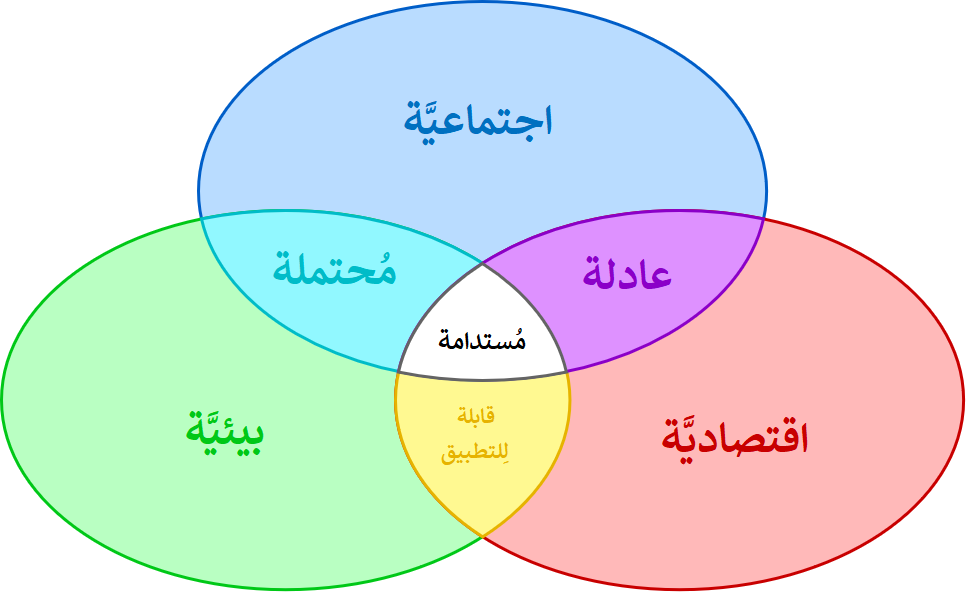
تعريفات الاستدامة تشير غالباً إلى "الأعمدة الثلاثة" للاستدامة الاجتماعية والاستدامة البيئية والاستدامة الاقتصادية.

يشجع أصحاب الحركة على العيش البسيط والمستديم للحد من التأثير البشري السلبي على موارد الأرض الطبيعية، وتجنب الاستهلاكية. تركز هدف العصر الجديد على إحياء إحساس الانتماء للمجتمع لمحاربة التفكك الاجتماعي، من خلال تشكيل مجتمعات يعيش ويعمل فيها الأفراد في نمط حياة مجتمعي.

### كلية الصحة
قد يلجأ أصحاب الحركة إلى استخدام الطب البديل إضافةً أو مستبدلاً به الطب التقليدي؛ بينما اعتنق بعض الأطباء التقليديين بعضاً من أفكار كلية الصحة أو جميع أفكارها.

### موسيقى
تُعتبر موسيقى العصر الجديد موسيقى مسالمة تُستوحى من أساليب مختلفة، تُسمع بهدف خلق إلهام، استرخاء ومشاعر إيجابية. أظهرت الدراسات أن لموسيقى العصر الجديد عنصر فعال في التعامل مع الضغوط.
بدأ ظهور موسيقى العصر الجديد في عقد 1970 بفرق موسيقية مثل أوريغون وذا بول وينتر غروب. في بداية عقد 1970، اعتمدت معظم موسيقى العصر الجديد على الآلات الموسيقية مع أنماط صوتية وإلكترونية. تطورت الموسيقى لتشمل مجموعة واسعة من الأنماط الموسيقية من موسيقى الفضاء الإلكترونية باستخدام سنثسيزر إلى آلات صوتية مثل فلوت سكان أمريكا الأصليين الطبلة، وأصوات موسيقى العالم بهدف الترتيل الروحي المشتق من الحضارات الأخرى.

## الاستقبال

### دين
هاجمت العديد من الأديان العصر الجديد. نشرت الكاتبة جوانا مايكلسون كتاباً حول تجربتها الخاصة مع ممارسات العصر الجديد بعنوان الوجه الجميل للشر (بالإنجليزية: The Beautiful Side of Evil) (1982؛ بعد قولها أن هذه الممارسات شيطانية، اعتنقت المسيحية. كانت كونستانس كومباي أول من هاجم العصر الجديد بشكل كبير من وجهة نظر مسيحية في كتابها: المخاطر المخفية لقوس القزح: حركة العصر الجديد وعصر البربرية القادم (بالإنجليزية: The Hidden Dangers of the Rainbow: The New Age Movement and Our Coming Age of Barbarism) (1983.
نشرت الكنيسة الرومانية الكاثوليكية انعكاس مسيحي على العصر الجديد (بالإنجليزية: A Christian reflection on the New Age) في (2003)، بعد دراسة استمرت ستة سنين؛ حيث تهاجم الوثيقة المؤلفة من 90 صفحة ممارسات العصر الجديد كاليوجا المراقبة والفينج شوي والشفاء الكريستالي. تبعاً للفاتيكان، لا ينبغي لممارسات العصر الجديد أن تخلط بالصلاة أو تُرى إلى أنها أدلة على وجود الخالق. قال الكاردينال بول بوبارد: "العصر الجديد هو جواب مضلل لآمال الإنسان القديمة." كما صرح المونسينيور مايكل فيتزجيرالد في مؤتمر الفاتيكان المتعلق بالوثيقة: "الكنيسة تتجنب أي مصطلح يُربط بالعصر الجديد.""

### نظرية متكاملة
يصر الكاتب كين ويلبر أن معظم أفكار العصر الجديد خاطئة. تبعاً لويلبر، يتحرك علم النفس التنموي البشري من قبل الشخصية، إلى الشخصية، إلى مرحلة ما بعد الشخصية (المتقدم روحياً أو المستنير). حيث يقول أن 80% من أفكار العصر الجديد غير عقلانية ومعتمدة على التفكير السحري الأسطوري؛ هذا يتناقض مع العقلانية والضمير المتركز عالمياً.

### أمريكيون أصليون
بعض أتباع العادات التقليدية، مثل شعب اللاكوتا، إحدى شعوب الأمريكيتين الأصلية، تضايقوا من استخدام غير الهنود لطرقهم الاحتفالية، حيث يرون العصر الجديد عدم فهم أو تشويه لعاداتهم.